# 1690
1690 (MDCXC) je bilo navadno leto, ki se je po gregorijanskem koledarju začelo na nedeljo, po 10 dni počasnejšem julijanskem koledarju pa na sredo.

## Dogodki
- 11. julij - kralj Viljem III. v bitki pri reki Boyne premaga kralja Anglije Jakoba II. in ponovno prevzame nadzor nad Irsko.
- 4. december - Beljak in okoliške predele Koroške prizadene močan potres, ki povzroči gmotno škodo tudi v slovenskih deželah vse do Istre.
- Turki ponovno zavzamejo Beograd, Niš in Vidin.

## Rojstva
- 29. oktober - Martin Folkes, angleški zgodovinar († 1754)

## Smrti
- 17. marec - Jan van Mieris, nizozemski slikar (* 1660)
- 27. maj - Giovanni Legrenzi, italijanski skladatelj in organist (* 1626)
- 10. julij - Domenico Gabrielli, italijanski skladatelj (* 1651)
- 11. julij - Frederick Schomberg, francosko-angleško-nemški general (* 1615)

### Neznan datum smrti
- Marjeta Marija Alakok, francoska redovnica in mistikinja (* 1647)
- Abraham van Beijeren, nizozemski slikar (* 1620)
- Olaus Borrichius, danski kemik in alkimist (* 1626)
- Abdul Hakim, bangladeški pesnik (* cca. 1620)